# Aeródromo de Almansa
El aeródromo de Almansa (OACI: LELM) era un aeródromo privado español situado en una finca del municipio español de Almansa (Albacete), y que desde 2017 ya no existe.
El aeródromo tenía una pista de aterrizaje de tierra, de 1000 x 60 metros, con orientación 15/33.